# بيشتري كورنرز
بيشتري كورنرز (بالإنجليزية: Peachtree Corners, Georgia)‏ هي مدينة تقع في مقاطعة غوينيت، جورجيا بولاية جورجيا في الولايات المتحدة. تبلغ مساحة هذه المدينة (كم²)، وترتفع عن سطح البحر م، بلغ عدد سكانها 31704 نسمة في عام 2010 حسب إحصاء مكتب تعداد الولايات المتحدة.

## وصلات خارجية
- http://cityofpeachtreecornersga.com/
- Cities & Counties - Georgia.gov